# 黄口站
黄口站，位于中华人民共和国安徽省宿州市萧县黄口镇，是陇海铁路上的火车站，建于1915年，由中国铁路上海局集团管辖。

## 車站周邊
- 萧县残联康复医院
- 黄口镇人民政府
- 中国移动黄口镇营业部
- 中国邮政储蓄银行黄口邮政支局
- 中国建设银行黄口支行

## 歷史
- 建于1915年。

## 外部連結
- 中国铁路客户服务中心 （页面存档备份，存于）